# Akiva Schaffer

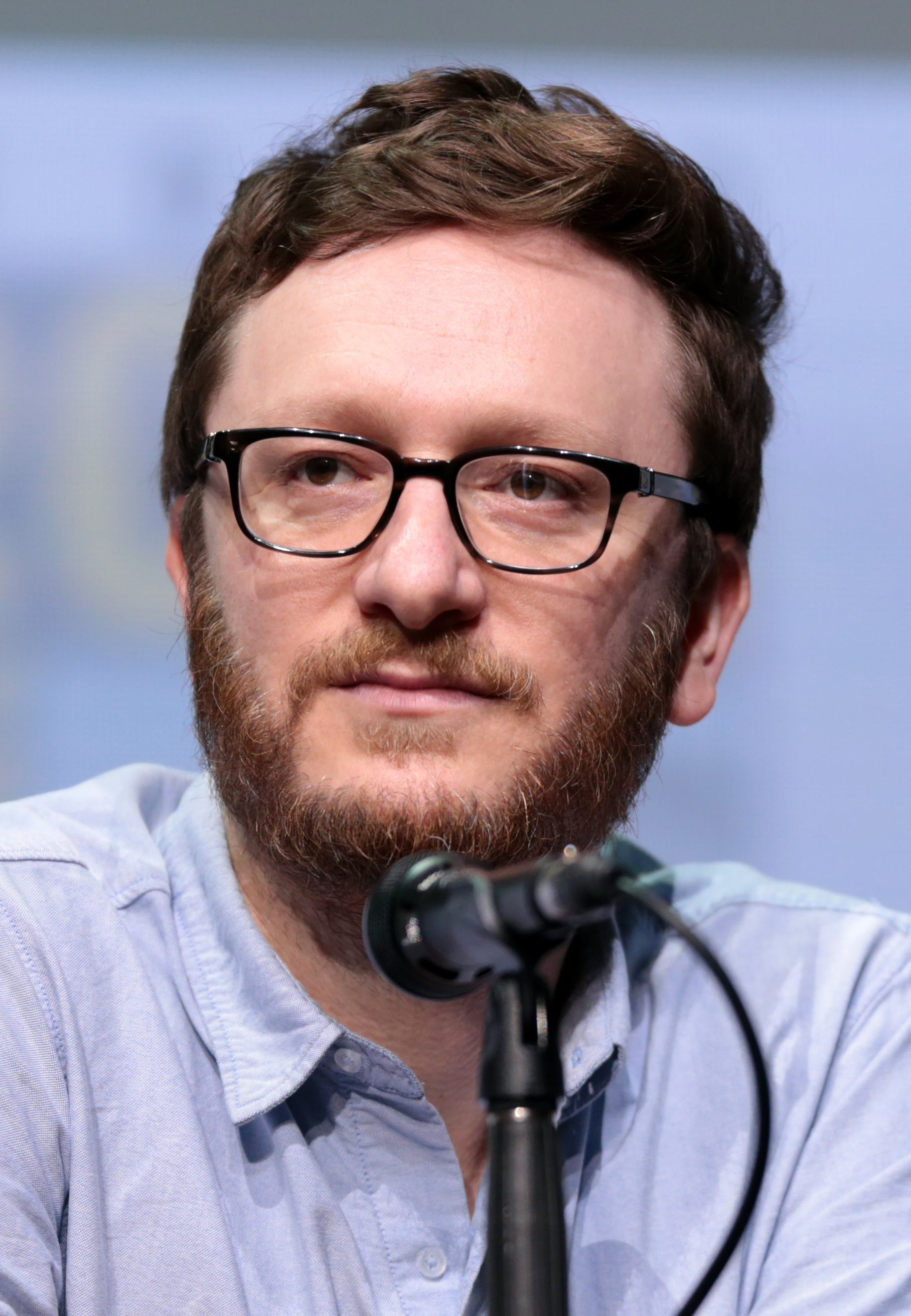
Akiva Schaffer, 2017

Akiva Schaffer (* 1. Dezember 1977 in Berkeley, Kalifornien) ist ein US-amerikanischer Drehbuchautor, Regisseur, Filmproduzent, Filmeditor, Schauspieler und Songschreiber.

## Karriere
Akiva „Kiv“ Schaffer ist ein sehr vielseitiger Filmschaffender und Musiker. Er spezialisierte sich an der University of California, Santa Cruz auf das Metier Film. Er führt Regie, schreibt und bearbeitet den Großteil der SNL Digital Shorts und ist zudem der Regisseur und Drehbuchautor der Saturday Night Live Show. In dem Film Hot Rod – Mit Vollgas durch die Hölle war er Regisseur und hatte eine Rolle zusammen mit Andy Samberg und Jorma Taccone. Für seine Arbeit als Songschreiber gewann er einen Emmy. Er produzierte die Lieder Lazy Sunday, Dick in a Box, Peyton Manning for the United Way, Iran so Far, Jizz In My Pants und sang mit Andy Samberg zusammen das Lied I'm on a Boat. Er ist Mitglied von The Lonely Island, eine Sketch-Comedy-Gruppe, die auch als Band sehr bekannt ist. In dieser Gruppe arbeitet er mit seinen Schulfreunden Jorma Taccone und Andy Samberg zusammen. Schaffer leitete vier Musikvideos für We Are Scientists und eins für Eagles of Death Metal.

## Auszeichnungen
2007 gewann Schaffer einen Emmy für seine Teilnahme an der Produktion von Dick in a box.
Von der Zeitschrift People Magazine wurde er zum erotischsten Junggesellen zusammen mit seinem Freund, Andy Samberg, gewählt.

## Filmografie (Auswahl)
Regisseur
- 2001: White Power (Fernsehfilm)
- 2003: Regarding Ardy (Fernsehfilm)
- 2005: Awesometown (Fernsehfilm)
- 2005–2009: Saturday Night Live (45 Folgen)
- 2006: Channel 101 (Segmente Football Town, iTV Buzz Countdown, The 'Bu und Nintendo, als „The Lonely Island“, Fernsehfilm)
- 2006: Late Show with David Letterman (1 Folge)
- 2007: Hot Rod – Mit Vollgas durch die Hölle (Hot Rod)
- 2008: Saturday Night Live: Weekend Update Thursday (1 Folge)
- 2009: Saturday Night Live: The Best of Amy Poehler (Fernsehfilm, Segment Workout Video)
- 2012: The Watch – Nachbarn der 3. Art (The Watch)
- 2014: Brooklyn Nine-Nine (Fernsehserie, Folge 1x22)
- 2016: Popstar: Never Stop Never Stopping
- 2022: Chip und Chap: Die Ritter des Rechts (Chip 'n' Dale: Rescue Rangers)
- 2025: Die nackte Kanone (The Naked Gun)

Drehbuchautor
- 2001: White Power (Konzept, als „Kiv“, Fernsehfilm)
- 2003: Regarding Ardy (Konzept, als „The Dudes“, Fernsehfilm)
- 2004: 2004 MTV Movie Awards (Fernsehsendung)
- 2004: G-Phoria 2004 (Fernsehfilm)
- 2005: 2005 MTV Movie Awards (Fernsehsendung)
- 2005: Awesometown (Fernsehfilm)
- 2005–2009: Saturday Night Live (68 Folgen)
- 2006: Channel 101 (Segmente Football Town, iTV Buzz Countdown, The 'Bu und Nintendo, als „The Lonely Island“, Fernsehfilm)
- 2006: Late Show with David Letterman (1 Folge)
- 2008: Extreme Movie
- 2008: Saturday Night Live: Weekend Update Thursday (3 Folgen)
- 2016: Popstar: Never Stop Never Stopping

Produzent
- 2001: White Power (Fernsehfilm)
- 2003: Regarding Ardy (Fernsehfilm)
- 2005: Awesometown (Ausführender Produzent, Fernsehfilm)
- 2006: Channel 101 (Segmente Football Town, iTV Buzz Countdown, The 'Bu und Nintendo, als „The Lonely Island“, Fernsehfilm)
- 2006: Late Show with David Letterman (1 Folge)
- 2010: MacGruber
- 2016: Popstar: Never Stop Never Stopping
- 2017: Die Abenteuer von Brigsby Bär (Brigsby Bear)
- 2020: Palm Springs

Darsteller
- 2001: White Power (als Kiv, Fernsehfilm)
- 2003: Regarding Ardy (als Kiv, Fernsehfilm)
- 2005: Awesometown (Moderator/verschiedene Rollen, Fernsehfilm)
- 2006: Channel 101 (als The Lonely Island/verschiedene Rollen, Fernsehfilm)
- 2007: Hot Rod – Mit Vollgas durch die Hölle (Hot Rod, als Derrick)
- 2008–2009: Saturday Night Live (unter anderem als Böser Junge, Guy Selling Gun, Kiv und DJ)
- 2009: Tim and Eric Awesome Show, Great Job! (als Tennis Buddy, 1 Folge)
- 2013: Kindsköpfe 2 (Grown Ups 2)
- 2014: Bad Neighbors (Neighbors)
- 2016: Popstar: Never Stop Never Stopping
- 2018: 7 Splinters in Time